# マッドタウン
『マッドタウン』（原題: The Bad Batch）は、2016年に公開されたアメリカ合衆国のスリラー映画である。監督はアナ・リリー・アミールポアー、主演はスーキー・ウォーターハウスが務めた。本作は日本国内で劇場公開されなかったが、Netflixによる配信が行われている。
本作は2016年9月に開催された第73回ヴェネツィア国際映画祭のコンペティション部門に出品され、審査員特別賞を受賞した。

## ストーリー
近未来。アーレンはテキサス州郊外にあるフェンスに囲まれた地域に放り込まれた。その地域は社会の支配層から疎まれた人々が暮らす地域であり、アメリカ合衆国の法律が適用されない無法地帯であった。間もなくして、アーレンは2人の女性に拉致されてしまった。目を覚ますと、アーレンは何者かに鎖で拘束されていた。彼女を拘束したのはカニバリストであり、すでに片方の腕と足を切断していた。カニバリストから逃れたいという一心で、アーレンは糞便の山に突っ込んだ。そのため、カニバリストたちはアーレンを洗浄するために彼女の拘束を解かざるを得なくなった。その隙を突いて、アーレンはスケートボードを使って脱出に成功した。行く当てもなく砂漠を彷徨っていたアーレンだったが、ハーミットと名乗る男に保護された。アーレンはコンフォートという町に連れてこられ、そこで義足を入手した。
5ヶ月後、義足の生活にも慣れたアーレンは砂漠に繰出していた。そこでアーレンはカニバリストたちが乗っていたゴルフカートに似たカートを発見した。そのすぐ近くでは親娘がゴミ漁りをしていた。2人がカニバリストだと確信したアーレンは報復として母親を射殺したが、娘はコンフォートへ連れ帰った。ちょうどその頃、町のリーダーであるドリームがパーティーを開催していたため、アーレンは会場へと向かった。一方、アーレンが連れ去った娘の父親であるマイアミマンは娘の行方を追っていた。ハーミットはマイアミマンと取り引きをし、彼に娘の居場所を伝えた。パーティーでドラッグを摂取したアーレンは、意識が朦朧としたまま砂漠を歩き続けていた。アーレンはマイアミマンと遭遇した。アーレンが誘拐犯だとは気付かぬまま、マイアミマンは彼女を脅してコンフォートに潜入しようとした。
コンフォートへと向かう道中、どういうわけだかアーレンとマイアミマンの仲は急速に接近していった。そのことが2人の運命を大きく変えることになった。

## キャスト
※括弧内は日本語吹替
- アーレン - スーキー・ウォーターハウス（瀬戸麻沙美）
- マイアミマン - ジェイソン・モモア（星智也）
- ドリーム - キアヌ・リーブス（森川智之）
- ハーミット - ジム・キャリー
- マリア - ヨロンダ・ロス（英語版）（鹿野真央）
- ボビー - ジョヴァンニ・リビシ（落合弘治）
- ハニー - ジェイダ・フィンク（佐野仁香）
- ジミー - ディエゴ・ルナ（西谷修一）
- ブリッジマン - コリー・ロバーツ（北村謙次）
- ローンマン - E.R.ルイス

## 製作
2015年1月、アナ・リリー・アミールポアー監督がアンナプルナ・ピクチャーズと共同で新作映画の製作に取りかかっていると報じられた。3月、キアヌ・リーブス、ジェイソン・モモア、ジム・キャリー、スーキー・ウォーターハウス、ディエゴ・ルナがキャスト入りした。4月8日、本作の主要撮影がロサンゼルスで始まった。

## 公開
2016年9月6日、本作は第73回ヴェネツィア国際映画祭でプレミア上映された。その直後、Netflixが本作の全世界配信権を獲得したと発表した。8日、第41回トロント国際映画祭での上映が行われた。15日、スクリーン・メディア・フィルムズが本作の全米配給権を購入したとの報道があった。しかし、その後、配給権はネオンの手に移っている。

## 評価
本作はそのストーリーの奇抜さ故に賛否が激しく割れている。映画批評集積サイトのRotten Tomatoesには84件のレビューがあり、批評家支持率は42%、平均点は10点満点で5.7点となっている。サイト側による批評家の見解の要約は「『マッドタウン』には名作になる可能性があったが、余りにも薄っぺらい脚本と独特な世界観のためにその長さを正当化できておらず、ゆったりとしたストーリー展開を相殺できていない。」となっている。また、Metacriticには25件のレビューがあり、加重平均値は62/100となっている。